# Bathyconchoecia angeli
Bathyconchoecia angeli är en kräftdjursart som beskrevs av George 1977. Bathyconchoecia angeli ingår i släktet Bathyconchoecia och familjen Halocyprididae. Inga underarter finns listade.